# Dowdongijn Daszdżamc
Dowdongijn Daszdżamc (mong. Довдонгийн Дашжамц; ur. 11 lipca 1954 w somonie Öldzijt, zm. w 2018) – mongolski judoka. Olimpijczyk z Moskwy 1980, gdzie zajął dwunaste miejsce w wadze półśredniej.

## Letnie Igrzyska Olimpijskie 1980
| Konkurencja | Eliminacje           | Klas. końcowa |
| Konkurencja | Przeciwnik I         | Miejsce       |
| ----------- | -------------------- | ------------- |
| 78 kg       | Ignacio Sanz (ESP) P | 12.           |